# Lecanora salicicola
Lecanora salicicola är en lavart som beskrevs av Hugo Magnusson. Lecanora salicicola ingår i släktet Lecanora och familjen Lecanoraceae.  Arten är reproducerande i Sverige. Inga underarter finns listade i Catalogue of Life.